# 黃紹倫
黃紹倫，SBS，BBS，JP（1948年—2024年12月2日），香港社会学家。研究方向为企业家精神、华人社会文化、移民现象、香港社会调查与分析等研究。

## 簡歷
1971年毕业於香港大学，获得社会学社會科學学士，后前往英国就读牛津大学，在此期间，师从英国社会人类学家莫里斯·弗利德曼， 获得文学学士和哲学博士。后返港进入香港大学教书。
1987-1989年间曾任香港大学社会科学研究中心的创办主任，1998年当选为香港大学副校长。
2000年7月因為與上司、前港大校長鄭耀宗捲入「港大民調風波」，而黯然離職。
2024年12月病逝，享年77歲。

## 著作
- 黄绍伦，《Emigrant Entrepreneurs: Shanghai Industrialists in Hong Kong》，美国牛津大学出版社，1989年
- 黄绍伦编《中国宗教伦理与现代化》，商务印书馆（香港）公司，1991年
- 李明堃、黄绍伦主编 《社会学新论》，商务印书馆（香港）公司，1992年
- 王赓武、黄绍伦，《Hong Kong's Transition: A Decade After the Deal》，美国牛津大学出版社 1996年
- 郑宏泰、黄绍伦，《香港华人家族企业个案研究》，明报出版社有限公司，2004年
- 鄭宏泰、黃紹倫，《香港身份證透視》，三聯書店（香港）有限公司，2004年
- 郑宏泰、黄绍伦，《香港股史(1841-1997)》，东方出版中心，2007年